# 城陽市立東城陽中学校
城陽市立東城陽中学校（じょうようしりつ ひがしじょうようちゅうがっこう）は、京都府城陽市久世上大谷にある公立中学校である。学校給食センター方式の給食を実施している。略称「東城中」。「ひがじょう」と呼ばれることが多い。

## 概要
城陽市北東部の丘陵地帯を校区とする中学校である。1980年4月の時点で生徒数が1300名に達し、マンモス校となっていた城陽市立城陽中学校の過密解消を目的に建設された。市立学校初の4階建て校舎で、城陽市立北城陽中学校と同時期である1981年に開校した。当時の市の財政上、住宅地から近い場所には建設が不可能だったため、「住宅地からは遠いが自然環境が良く、日当たりも良い」として、かつては「寺田すもも」の栽培が盛んだった丘陵地が校地として選ばれた。学校の設計段階では、ルートが決定していた京都府道256号山城総合運動公園城陽線を考慮して校舎配置が行われた。グラウンドは城陽中学校と比べて狭いとされたが、設計段階で100mの直線がとれるように階段の位置が変更され、今の形となった。

## 沿革
- 1980年（昭和55年）5月 - 第四中学校開設特別委員会開設
- 1980年（昭和55年）6月 - 久世地区・深谷地区で説明会実施
- 1980年（昭和55年）8月 - 起工式実施
- 1981年（昭和56年）4月 - 城陽市立城陽中学校から分離し、城陽市立東城陽中学校開校。
- 1982年（昭和57年）2月 - 校旗・校歌制定
- 1982年（昭和57年）4月 - 障害児学級を開設
- 1983年（昭和58年）3月 - 校舎増築工事竣工
- 1992年（平成4年）12月 - コンピューター教室を設置
- 1994年（平成6年）12月 - 温蔵庫を設置
- 1998年（平成10年）4月 - 焼却炉廃止に伴いシュレッダー設置
- 1999年（平成11年）3月 - インターネット環境を整備
- 2002年（平成14年）3月 - 防犯システムを設置
- 2004年（平成16年）4月 - グラウンドの照明設備が竣工
- 2008年（平成20年）8月 - シャワー設備工事が竣工
- 2008年（平成20年）10月 - 下水道に接続
- 2015年（平成27年）12月 - エアコン設置工事が竣工

## 主なデータ
- 敷地面積：30,208㎡（市立中学校第2位）
- グラウンド面積：15,413㎡（市立中学校第4位）
- 校舎保有面積：6,397㎡（市立中学校第2位）

## 主な指定研究
- 平成19～21年度 京都府「京の子ども、夢・未来校」（社会科カリキュラム開発校）指定

## 部活動
体育系
- 野球部
- 男子ソフトテニス部
- 女子ソフトテニス部
- 男子バスケットボール部
- 女子バスケットボール部
- 女子バレーボール部
- 女子ソフトボール部
- サッカー部
- 卓球部
- 陸上競技部
- 駅伝部

文化系
- 吹奏楽部
- 美術部
- 理科部

## 通学区域
城陽市では公立学校選択制が導入されていないため、この2校の小学校区在住の場合、市立中学校への進学は基本的に東城陽中学校となる。
- 城陽市立久世小学校（全域）
- 城陽市立深谷小学校（全域）

## 周辺施設
- 城陽寺田ゴルフクラブ
- サンガタウン城陽

## 交通
- 近鉄京都線 久津川駅下車 東へ約1,800m
- 近鉄京都線 大久保駅下車 東へ約2,100m
- JR奈良線 城陽駅下車 北東へ約1,600m
- JR奈良線 新田駅下車 南東へ約1,800m
- 京都京阪バス　大谷下車　東へ約450m

## 著名な出身者
- 内海哲也（プロ野球選手）
- 森岡亮太（プロサッカー選手）
- 中道瞳（元バレーボール選手）
- 三船雅彦（プロロードレース選手）
- 拳四朗（WBC世界ライトフライ級王者）

## 通学区域が隣接している学校
- 城陽市立城陽中学校
- 城陽市立北城陽中学校
- 宇治市立広野中学校